# The Raven (Lou-Reed-Album)
The Raven ist ein Konzeptalbum des amerikanischen Rockmusikers Lou Reed, das Kurzgeschichten und Gedichte von Edgar Allan Poe in Wort und Gesang enthält. Es wurde im Januar 2003 von Sire Records veröffentlicht. Produzenten waren Reed und Hal Willner.

## Produktion
Lou Reed und der Regisseur Robert Wilson hatten sich zusammengetan, um POEtry zu kreieren, eine musikalische Reise durch die Werke des Schriftstellers Edgar Allen Poe. Reed schrieb 13 Songs, eine Ouvertüre und ein Libretto zu so berühmten Texten wie The Raven und The Fall of the House of Usher. Auf der Bühne wurde die Musik von der Time Rocker Band gespielt; die Uraufführung war am 13. Februar 2000 im Thalia Theater in Hamburg, aufgeführt in deutscher Sprache.
POEtry war die zweite von drei Kooperationen zwischen Reed und Wilson, die auch Time Rocker (Hamburg, 1996) und später Lulu (Berlin, 2011) schufen. Wie bei den beiden anderen Shows nahm Reed das Material des Stücks zusammen mit Hal Willner auf, dem Produzenten von Hommagen an Nino Rota, Thelonious Monk, Charles Mingus und andere. Ergebnis waren eine Langversion auf Doppel-CD und eine Kurzversion auf CD. Während die Single-Disc-Ausgabe von Reeds Songs dominiert wird, enthält die limitierte 2CD-Version eine weitaus größere Anzahl von Spoken-Word-Stücken.
Reed schilderte in einem Interview, dass er zunächst lediglich ein oberflächliches Verständnis von Das verräterische Herz gehabt habe, bis er es bei einer der Halloween-Poe-Feiern von Willner in der St. Ann’s Church in Brooklyn laut vorgelesen und es zu zum ersten Mal verstanden habe; es habe eine große Wirkung auf ihn gehabt und ihm sei klar geworden, wie sehr er sich mit Poe identifizieren könne. Zur Zeit der Aufnahmen für das Album habe er aber keine Lust gehabt, dafür selbst zu lesen, da er zu sehr mit Schreiben beschäftigt gewesen sei. Er habe sich mit einem Wörterbuch hingesetzt, um erst einmal zu verstehen, bevor er überhaupt daran denken konnte, sich mit ihm zusammenzutun – einige der Wörter, die Poe benutzt habe, seien sehr, sehr, sehr spezifische Begriffe, einige wenig gebräuchliche Begriffe aus der Architektur, und er habe gewusst, dass es niemand verstehen würde, wenn er es dabei belassen würde.
An den dramatischen Interpretationen von Poes Werk wirkten Willem Dafoe, Steve Buscemi, Elizabeth Ashley, Amanda Plummer, David Bowie, Antony Hegarty, Five Blind Boys of Alabama, Kate und Anna McGarrigle, Ornette Coleman, Laurie Anderson und andere mit. Musikalisch ist The Raven sehr vielseitig und springt von ruhigen akustischen Stücken bis hin zu ausgewachsenem, krachendem Rock ’n’ Roll, mit einer Reihe von Zwischenstopps auf dem Weg, etwa Jazz-Tracks, Instrumentals und elektronische Experimente. Reed streift auch mehr als nur beiläufig seine eigene Vergangenheit, indem er neue Aufnahmen von The Bed und Perfect Day in die Reihe einfügt.
Die Band für die Aufnahmen zu The Raven bestand neben Reed an der Gitarre und als Sänger wesentlich aus Mike Rathke an der Gitarre, Fernando Saunders am Bass und Tony „Thunder“ Smith am Schlagzeug, wie bereits beim Vorgängeralbum Ecstasy.
Produzent Hal Willner war am bekanntesten für seine Zusammenarbeit einigen Schlüsselfiguren der Beat-Generation: Allen Ginsberg (Holy Soul Jelly Roll), William S. Burroughs (Dead City Radio) und Gregory Corso (Die On Me). Tatsächlich ist The Raven nicht Willners erstes Poe-bezogenes Projekt, da er auch Closed on Account of Rabies produzierte, ein Album mit Poe-Lesungen.
Die Zusammenarbeit zwischen Reed, Poe und Wilson brachte im Jahr 2011 auch ein Buch mit dem Titel The Raven hervor, das vom Künstler Lorenzo Mattotti illustriert wurde.

## Songs
Reed fragte David Bowie, ob er auf einem Stück von The Raven singen wolle. Bowie entschied sich für Hop Frog, ein knapp zweiminütiges Schmählied – was Reed erstaunte, denn er dachte, Bowie würde sich für eine der Power-Balladen entscheiden.
Reeds Hop Frog hat wenig mit Poes Geschichte zu tun, ein reißerisches Rachestück in der Art von Cask of Amontillado. Die folgenden Stücke, Every Frog Has Its Day, Courtly Orangutans und Tripitena’s Speech, sind die Erzählung. Hop-Frog, ein humpelnder Zwerg, ist Sklave und leidgeprüfter Hofnarr eines grausamen Königs. Gekränkt davon, dass der König seinem Zwerg Tripetta (hier in Tripitena umbenannt) ein Getränk ins Gesicht wirft, ersinnt Hop-Frog einen Plan, bei dem er den König und seine Minister für einen Maskenball als entlaufene Orang-Utans verkleiden lässt. Ihre Kostüme bestehen aus Pech und Flachs, und sie sind aneinander gekettet, um die Illusion zu verstärken. Hop-Frog setzt sie in Brand und hinterlässt den König und seine Gäste als abgefackelte Affenmenschenleichen. Er entkommt, nachdem er verkündet hat: „Ich bin einfach Hop-Frog, der Hofnarr – und dies ist mein letzter Scherz.“
Reed stellt The Bed und The Fall of the House of Usher gegenüber, ohne jedoch die Erzählung über eine selbstmordgefährdete Frau zu verändern, um sie mit Poes Geschichte von Roderick Usher zu verbinden, einem Mann, der von der Leiche seiner toten Schwester besessen ist. Der Song Perfect Day erhält ein Remake mit dem Sänger Antony, und Reeds Metal Machine Music erlebt ein kurzes Comeback als Fire Music.
Zusätzlich enthält das Album Vanishing Act, das ursprünglich für Time Rocker geschrieben wurde.
Reed fragte Jane Scarpantoni, ob sie aus dem Gitarrensolo ein Streicherarrangement machen könne, und sie setzte dies entsprechend um.

## Titelliste
Alle Titel wurden von Lou Reed geschrieben.
Erste Seite: Act 1 – The Play
1. The Conqueror Worm – 2:16
2. Overture – 1:05
3. Old Poe – 0:40
4. Prologue (Ligiea) – 4:49
5. Edgar Allan Poe – 3:20
6. The Valley of Unrest – 2:26
7. Call On Me – 2:07
8. The City in the Sea/Shadow – 4:14
9. A Thousand departed Friends – 4:55
10. Change – 2:18
11. The Fall of the House Of Usher – 8:43
12. The Bed – 3:32
13. Perfect Day – 3:27
14. The Raven – 6:30
15. Balloon – 1:01

Zweite Seite: Act 2
1. Broadway Song – 3:12
2. The Tell-Tale Heart (Pt. 1) – 2:24
3. Blind Rage – 3:27
4. The Tell-Tale Heart (Pt. 2) – 1:43
5. Burning Embers – 3:21
6. Imp of the Perverse – 3:12
7. Vanishing Act – 5:23
8. The Cask – 6:41
9. Guilty (Spoken) – 2:45
10. Guilty (Song) – 4:54
11. A Wild Being from Birth – 5:34
12. I Wanna Know (The Pit and the Pendulum) – 6:58
13. Science of the Mind – 1:36
14. Annabel Lee/The Bells – 1:41
15. Hop Frog – 1:46
16. Every Frog has his Day – 1:06
17. Tripitena’s Speech – 2:19
18. Who Am I? (Tripitena’s Song) – 4:30
19. Courtly Orangutans – 1:41
20. Fire Music – 2:44
21. Guardian Angel – 6:51

## Rezeption
Das Album erhielt gemischte Bewertungen von Musikkritikern.
Mark Deming schrieb für AllMusic, dass das gute Material stark genug sei, und dass jeder, der sich für Lou Reeds Werk oder Edgar Allan Poes literarisches Erbe interessiere, es sich genau anhören solle.
Laut.de vertrat die Ansicht, dass der Hörer, der seine Erwartungshaltung aufgegeben habe, die spröde Schönheit, die Fülle neuer Ideen und den großen Reichtum erkennen könne, den dieses schillernde Album für ihn bereithalten würde.
Richard Williams schrieb im Guardian, dass The Raven den meisterhaften Songschreiber des dritten Albums der Velvets und von Berlin mit dem Kettensägengitarristen von Black Angels Death Song und Sister Ray vereinen würde.
Ullrich Maurer schrieb auf Gaesteliste.de, dass diese Scheibe en bloc genossen ein grandioser, unberechenbarer, paranoider und dunkelschwarzer Soundtrack sei, der den maladen Phantasien des Meisters recht gut anstehen würde.
Thomas Klein meinte in der FAZ, wenn Rockmusiker auf Theater und Kunst machen würden, ginge das meist daneben, was auch für den New Yorker Altrocker Lou Reed gelten würde. Seine Musik hätte immer große Qualitätssprünge aufgewiesen, oft seien auf großartige Platten uninspirierte Allerweltsalben oder merkwürdige Experimentalmusik gefolgt. The Raven füge eine neue Gattung des Reed-Albums hinzu: den aufgebauschten Jugendtraum.
Andreas Merkel schrieb in der taz: „Lisa sagt, wann fing das eigentlich an, dass es mit Lou so bergab ging: als er allein mit seiner Gitarre bei Wim-Wenders-Filmen in Hotelzimmern saß? Oder als er erstmals seine Songtexte als Gedichtband herausgab? Oder als er mit Laurie Anderson zusammenkam?“
Le Baron meinte für Nightfall, dass die Schauspieler zwar talentiert deklamieren würden, aber schließlich könnte ein Typ wie Willem Dafoe die Hörer mit sich reißen, indem er das Telefonbuch rezitiere. Der Gesamteindruck sei, dass es langweilig sei, Poe das nicht verdient habe, und die Hörer auch nicht.
Mark Jenkins schrieb für Slate, dass Poe eine Pulp-Fiction-Seite habe, die Reeds eigener entsprechen würde.